# The Best of Shakespears Sister
The Best of Shakespear’s Sister – składanka brytyjskiego zespołu Shakespears Sister. W skład wchodzą płyta CD i DVD z najlepszymi singlami i teledyskami zespołu, z wyjątkiem „Run Silent, Run Deep” i singlowej wersji „Dirty Mind” (pomimo że klipy do obu tych utworów są zamieszczone na DVD) oraz uprzednio nie wydane utwory.

## Lista utworów

### CD
1. „You’re History” (Fahey/Feldman/Detroit/Seymour)
2. „Heroine” (Fahey/Feldman)
3. „Break My Heart (You Really)” (Fahey/Feldman/Detroit)
4. „Dirty Mind” (Fahey/Feldman)
5. „Waiting” (Fahey/Maguire)
6. „Goodbye Cruel World” (Fahey/Sewart/Ferrera)
7. „Stay” (Fahey/Detroit/Stewart)
8. „I Don’t Care” (Fahey/Detroit/Sheamur/Feldman)
9. „Hello (Turn Your Radio On)” (Fahey/Detroit/Guiot)
10. „I Can Drive” (Fahey/Hodgens/Stewart)
11. „Excuse Me John” (Fahey/Hodgens)
12. „Can U Wait That Long?” (Fahey/Stewart)
13. „Do I Scare You?” (Fahey/Hodgens)
14. „White Rabbit” (Grace Slick)
15. „Was It Something I Said” (Fahey/Muller)

### DVD
1. „Break My Heart (You Really)” (wideo)
2. „Heroine” (wideo)
3. „Run Silent Run Deep” (wideo)
4. „You’re History” (wideo)
5. „Dirty Mind – Remix” (wideo)
6. „The Russian Film” (featuring „Dirty Mind” i „Heroine” na żywo w Leningradzie 1988)
7. „Goodbye Cruel World” (wideo)
8. „Stay” (wideo)
9. „I Don’t Care” (wideo)
10. „Catwoman – Live” (wideo)
11. „My 16th Apology – Edit” (wideo)
12. „Hello (Turn Your Radio On)” (wideo)
13. „I Can Drive” (wideo)